# Lijst van gemeentelijke monumenten in Dordrecht
De gemeente Dordrecht heeft 656 gemeentelijke monumenten. Hieronder een overzicht. 

## Binnenstad
De binnenstad kent 368 gemeentelijke monumenten, zie de Lijst van gemeentelijke monumenten in de binnenstad van Dordrecht

## Noordflank
De wijk Noordflank kent 178 gemeentelijke monumenten, zie de Lijst van gemeentelijke monumenten in Noordflank

## Oud-Krispijn
De wijk Oud-Krispijn kent 25 gemeentelijke monumenten:
| Object        | Bouwjaar  | Architect | Locatie                    | Coördinaten                   | Nr.          | Afbeelding    |
| ------------- | --------- | --------- | -------------------------- | ----------------------------- | ------------ | ------------- |
| Schoolgebouw  | 1926-1927 |           | Bosboom-Toussaintstraat 62 | 51° 48' 9" NB, 4° 39' 37" OL  | 0505/9122705 | Upload foto   |
| Woningcomplex | 1921-1923 |           | Breitnerstraat 62          | 51° 48' 0" NB, 4° 39' 23" OL  | 0505/9121497 | Upload foto   |
| Schoolgebouw  | 1928-1929 |           | Brouwersdijk 36            | 51° 48' 8" NB, 4° 39' 33" OL  | 0505/9122706 | Upload foto   |
| Woningcomplex | 1921-1923 |           | Brouwersdijk 233           | 51° 48' 0" NB, 4° 39' 40" OL  | 0505/9121498 | Upload foto   |
| Woningcomplex | 1921-1923 |           | De Bisschopstraat 7        | 51° 48' 0" NB, 4° 39' 27" OL  | 0505/9121489 | Upload foto   |
| Woningcomplex | 1921-1923 |           | De Bisschopstraat 8        | 51° 48' 1" NB, 4° 39' 29" OL  | 0505/9121490 | Upload foto   |
| Woonhuis      | 1921-1923 |           | H.W. Mesdagstraat 70       | 51° 47' 57" NB, 4° 39' 24" OL | 0505/9121511 | Upload foto   |
| Woningcomplex | 1921-1923 |           | H.W. Mesdagstraat 78       | 51° 47' 56" NB, 4° 39' 26" OL | 0505/9121510 | Upload foto   |
| Woningcomplex | 1921-1923 |           | Jozef Israelsstraat 34     | 51° 47' 59" NB, 4° 39' 36" OL | 0505/9121500 | Upload foto   |
| Woningcomplex | 1921-1923 |           | Jozef Israelsstraat 41     | 51° 47' 59" NB, 4° 39' 35" OL | 0505/9121499 | Upload foto   |
| Woonhuis      | 1921-1923 |           | Louis Apolstraat 8         | 51° 47' 59" NB, 4° 39' 25" OL | 0505/9121486 | Woonhuis      |
| Woonhuis      | 1921-1923 |           | Louis Apolstraat 10        | 51° 47' 59" NB, 4° 39' 25" OL | 0505/9121487 | Woonhuis      |
| Woonhuis      | 1921-1923 |           | Louis Apolstraat 12        | 51° 47' 59" NB, 4° 39' 25" OL | 0505/9121488 | Upload foto   |
| Woningcomplex | 1921-1923 |           | Louis Apolstraat 29        | 51° 47' 59" NB, 4° 39' 24" OL | 0505/9121485 | Woningcomplex |
| Woningcomplex | 1921-1923 |           | Mauveplein 11              | 51° 47' 58" NB, 4° 39' 27" OL | 0505/9121508 | Upload foto   |
| Woningcomplex | 1921-1923 |           | Mauveplein 16              | 51° 47' 59" NB, 4° 39' 31" OL | 0505/9121509 | Upload foto   |
| Woningcomplex | 1921-1923 |           | Mauvestraat 5              | 51° 47' 57" NB, 4° 39' 30" OL | 0505/9121506 | Upload foto   |
| Woningcomplex | 1921-1923 |           | Mauvestraat 6              | 51° 47' 58" NB, 4° 39' 31" OL | 0505/9121507 | Upload foto   |
| Woonhuis      | 1921-1923 |           | Theophile de Bockstraat 11 | 51° 48' 3" NB, 4° 39' 34" OL  | 0505/9121492 | Upload foto   |
| Woonhuis      | 1921-1923 |           | Theophile de Bockstraat 16 | 51° 48' 0" NB, 4° 39' 37" OL  | 0505/9121495 | Upload foto   |
| Woningcomplex | 1921-1923 |           | Theophile de Bockstraat 33 | 51° 48' 0" NB, 4° 39' 34" OL  | 0505/9121491 | Upload foto   |
| Woningcomplex | 1921-1923 |           | Theophile de Bockstraat 45 | 51° 47' 58" NB, 4° 39' 25" OL | 0505/9121493 | Upload foto   |
| Woonhuis      | 1921-1923 |           | Theophile de Bockstraat 54 | 51° 47' 58" NB, 4° 39' 31" OL | 0505/9121496 | Upload foto   |
| Woningcomplex | 1921-1923 |           | Theophile de Bockstraat 78 | 51° 47' 57" NB, 4° 39' 26" OL | 0505/9121494 | Upload foto   |
| Woningcomplex | 1921-1923 |           | Willem Marisstraat 71      | 51° 47' 56" NB, 4° 39' 26" OL | 0505/9121505 | Upload foto   |

## Nieuw-Krispijn
De wijk Nieuw-Krispijn kent 1 gemeentelijk monument:
| Object       | Bouwjaar  | Architect | Locatie              | Coördinaten                  | Nr.          | Afbeelding   |
| ------------ | --------- | --------- | -------------------- | ---------------------------- | ------------ | ------------ |
| Schoolgebouw | 1952-1953 |           | Prinses Julianaweg 2 | 51° 48' 3" NB, 4° 40' 15" OL | 0505/9122711 | Schoolgebouw |

## Het Reeland
De wijk Het Reeland kent 10 gemeentelijke monumenten:
| Object                                                     | Bouwjaar  | Architect | Locatie                  | Coördinaten                   | Nr.          | Afbeelding                |
| ---------------------------------------------------------- | --------- | --------- | ------------------------ | ----------------------------- | ------------ | ------------------------- |
| Woonhuis                                                   | 1920      |           | Cronjestraat 1           | 51° 48' 29" NB, 4° 40' 34" OL | 0505/9121828 | Woonhuis                  |
| Woonhuis                                                   | 1920      |           | Cronjestraat 7           | 51° 48' 29" NB, 4° 40' 34" OL | 0505/9121829 | Woonhuis                  |
| Schoolgebouw voor middelbaar onderwijs met conciërgewoning | 1955-1957 |           | Meerkoetstraat 52        | 51° 48' 21" NB, 4° 41' 28" OL | 0505/9122708 | Upload foto               |
| Schakelstation                                             | 1942      |           | Noordendijk 258          | 51° 48' 45" NB, 4° 41' 8" OL  | 0505/9121931 | Upload foto               |
| Schoolgebouw voor openbaar lager onderwijs                 | 1912      |           | Oranje Vrijstaatplein 2A | 51° 48' 25" NB, 4° 40' 39" OL | 0505/9122709 | Upload foto               |
| Voormalig schoolgebouw met conciërgewoning                 | 1921-1922 |           | Oranjelaan 264           | 51° 48' 37" NB, 4° 40' 50" OL | 0505/9122710 | Upload foto               |
| Schoolgebouw voor lager onderwijs, inclusief trafohuisje   | 1933-1934 |           | Standhasenstraat 47A     | 51° 48' 14" NB, 4° 41' 9" OL  | 0505/9122712 | Upload foto               |
| Bedrijfspand met woonhuis                                  | 1920      |           | Toulonselaan 62          | 51° 48' 30" NB, 4° 40' 33" OL | 0505/9122046 | Bedrijfspand met woonhuis |
| Woonhuis                                                   | 1920      |           | Toulonselaan 64          | 51° 48' 30" NB, 4° 40' 33" OL | 0505/9122048 | Woonhuis                  |
| Woonhuis                                                   | 1920      |           | Toulonselaan 66          | 51° 48' 30" NB, 4° 40' 33" OL | 0505/9122049 | Woonhuis                  |

## Wielwijk
De wijk Wielwijk kent 2 gemeentelijke monumenten:
| Object                                                               | Bouwjaar | Architect | Locatie               | Coördinaten                  | Nr.          | Afbeelding                                                           |
| -------------------------------------------------------------------- | -------- | --------- | --------------------- | ---------------------------- | ------------ | -------------------------------------------------------------------- |
| Twee schoolgebouwen, O.B. De Albatros en Chr. basisschool De Fontein | 1958     |           | Douwe Aukesstraat 1-3 | 51° 47' 28" NB, 4° 39' 3" OL | 0505/9122707 | Twee schoolgebouwen, O.B. De Albatros en Chr. basisschool De Fontein |

## Zuidhoven
De wijk Zuidhoven kent 1 gemeentelijk monument:
| Object                    | Bouwjaar | Architect | Locatie   | Coördinaten                   | Nr.          | Afbeelding                |
| ------------------------- | -------- | --------- | --------- | ----------------------------- | ------------ | ------------------------- |
| Woning met stallencomplex | 1912     |           | Spirea 1C | 51° 47' 32" NB, 4° 40' 11" OL | 0505/9122745 | Woning met stallencomplex |

## Dubbeldam
De wijk Dubbeldam kent 69 gemeentelijke monumenten, zie de Lijst van gemeentelijke monumenten in Dubbeldam

## Sterrenburg
De wijk Sterrenburg kent 1 gemeentelijke monument:
| Object        | Bouwjaar | Architect | Locatie        | Coördinaten                   | Nr.          | Afbeelding  |
| ------------- | -------- | --------- | -------------- | ----------------------------- | ------------ | ----------- |
| Begraafplaats | 1873     |           | Zuidendijk 270 | 51° 47' 37" NB, 4° 39' 33" OL | 0505/9121669 | Upload foto |

## Buitengebied
Het buitengebied kent 2 gemeentelijk monument:
| Object                                                  | Bouwjaar | Architect     | Locatie      | Coördinaten                   | Nr.          | Afbeelding  |
| ------------------------------------------------------- | -------- | ------------- | ------------ | ----------------------------- | ------------ | ----------- |
| Hekwerk                                                 | 1957     | Philip Kouwen | Carneool 600 | 51° 46' 11" NB, 4° 38' 33" OL | 0505/9122219 | Upload foto |
| Voormalig pomphuis, nu bedrijfsgebouw en bedrijfswoning | 1916     |               | Heerenweg 5B | 51° 47' 13" NB, 4° 45' 8" OL  | 0505/9121617 | Upload foto |

Binnenstad · Dubbeldam · Noordflank